# Sulo Leppänen
Sulo Armas Leppänen (ur. 15 stycznia 1916 w Toksowie, zm. 12 marca 2015 w Imatrze) – fiński zapaśnik walczący w stylu wolnym. Olimpijczyk z Londynu 1948, gdzie zajął szóste miejsce w kategorii do 67 kg.
Zajął czwarte miejsce na mistrzostwach świata w 1951 roku.
Mistrz Finlandii w 1950 i 1951; trzeci w 1952 w stylu wolnym. Pierwszy w 1950 w stylu klasycznym.

## Letnie Igrzyska Olimpijskie 1948
| Konkurencja      | Rundy eliminacyjne        | Rundy eliminacyjne | Rundy eliminacyjne   | Rundy eliminacyjne | Klas. końcowa |
| Konkurencja      | Przeciwnik I              | Przeciwnik II      | Przeciwnik III       | Przeciwnik IV      | Miejsce       |
| ---------------- | ------------------------- | ------------------ | -------------------- | ------------------ | ------------- |
| 67 kg styl wolny | Garibaldo Nizzola (ITA) P | Jan Cools (BEL) Z  | Morgan Plumb (CAN) Z | Celal Atik (TUR) P | 6.            |